# Municipio de West Point (Misuri)
El municipio de West Point (en inglés: West Point Township) es un municipio ubicado en el condado de Bates en el estado estadounidense de Misuri. En el año 2010 tenía una población de 505 habitantes y una densidad poblacional de 5,91 personas por km².

## Geografía
El municipio de West Point se encuentra ubicado en las coordenadas 38°21′42″N 94°33′35″O / 38.36167, -94.55972. Según la Oficina del Censo de los Estados Unidos, el municipio tiene una superficie total de 85.52 km², de la cual 84,84 km² corresponden a tierra firme y (0,8 %) 0,68 km² es agua.

## Demografía
Según el censo de 2010, había 505 personas residiendo en el municipio de West Point. La densidad de población era de 5,91 hab./km². De los 505 habitantes, el municipio de West Point estaba compuesto por el 95,84 % blancos, el 0,2 % eran afroamericanos, el 2,18 % eran amerindios y el 1,78 % eran de una mezcla de razas. Del total de la población el 0,79 % eran hispanos o latinos de cualquier raza.